# Meges (cirurgià)
Meges (en llatí Meges, en grec antic Μέγης) va ser un eminent cirurgià natural de Sidó a Fenícia, segons diu Galè.
Va exercir a Roma al segle I aC on va obtenir gran reputació abans de l'època d'Appuleu Cels. Va escriure algunes obres mèdiques que no s'han conservat. Oribasi en va conservar un fragment. Probablement és el mateix Meges del que parla Plini el Vell a la Naturalis Historia i que també menciona Escriboni Llarg.